# محمدباقر عباسی

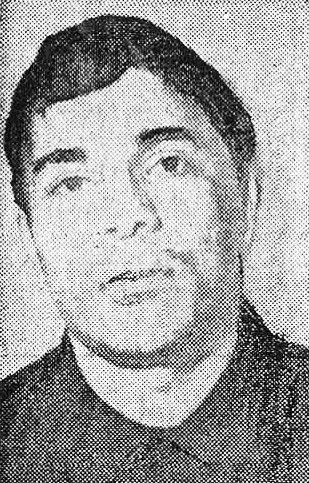
نگاره‌ای از محمدباقر عباسی، فعال سیاسی - ۱۹۷۲

محمدباقر عباسی، فعال سیاسی-مبارزاتی در دهه چهل و پنجاه. عضو حزب ملل اسلامی، سازمان حزب‌الله و سازمان مجاهدین خلق ایران.

## زندگی‌نامه
به سال ۱۳۲۵ در قم زاده شد. دوره ابتدایی و سه سال اول متوسطه را در زادگاهش طی کرد و پس از آن جهت ادامه تحصیل به تهران رفت. از نوجوانی به مسائل سیاسی و مبارزاتی علاقه داشت.
در ۱۷ سالگی به حزب ملل اسلامی پیوست. با کشف حزب در آبان ۱۳۴۴ دستگیر و به سه سال زندان محکوم شد. پس از زندان به مشی مسلحانه روی میاورد. وی همراه چند تن از رفقای سابقش به تشکل گروهی بنام حزب‌الله اقدام می‌کند. تشکیل دهندگان دیگر حزب اله عبارت بودند از «عباس آقازمانی» (پس از انقلاب: ابو شریف اولین فرمانده سپاه)، «علی‌رضا سپاسی آشتیانی» (بعدها رهبر سازمان پیکار در راه آزادی طبقه کارگر).
باقر عباسی در سال ۱۳۵۰ با رویکرد مارکسی با مذهب مرزبندی می‌کند ولی باوجود این به مجاهدین می‌پیوندد. پس از کشتن سرتیپ طاهری (فرمانده کمیته مشترک ساواک و شهربانی شاه) در یک زدوخورد خیابانی با نیروهای پلیس در محله آب منگل به دلیل خودداری از تیراندازی به مردم به اسارت ساواک در می آید و با پشتیبانی تجربیات گذشته با پایداری درخشان در زیر شکنجه از دادن اطلاعاتی که بتواند مورد استفاده ساواک قرارگیرد خودداری میورزد. باقر در دادگاه نظامی شاه از موضع کمونیستی به دفاع ایدئولوژیک می پردازد. باقر و محمد مفیدی در سحرگاه ۲۱ دی ماه ۱۳۵۱ تیرباران میشوند. باقر وجودی مالامال از خشم و قهر علیه استثمارگران داشت، او نخستین فرد از سازمان مجاهدین خلق ایران بود که در سال ۱۳۵۱ یعنی سه سال پیش از صدور بیانیه اعلام مواضع ایدئولوژیک در پشت میله های شکنجه گاه با صدای رسا علنی انفصال خود از مذهب و پیوند خیش با کمونیس را به گوش همگان رساند. یاد نامه رفیق باقر در نشریه پیکار ۳۷ در سایت «اندیشه و پیکار» موجود است.